# Ormosia spinifex
Ormosia spinifex är en tvåvingeart som beskrevs av Alexander 1943. Ormosia spinifex ingår i släktet Ormosia och familjen småharkrankar. Inga underarter finns listade i Catalogue of Life.